# Бунделкханд
Бунделкханд (англ. Bundelkhand, хинди बुन्देलखण्ड) — историческая область в центральной части Индии (на территории штатов Мадхья-Прадеш и Уттар-Прадеш), где распространён бундели — язык, близкий к хинди.

## Этимология
Название «Бунделкханд» появляется в XIV веке и связано с кланом раджпутов, переселившихся сюда из южных районов Индии.

## Границы
Изменение границ Бунделкханда рассматривается в монографии К. Шаха «Древний Бунделкханд»(1988). Согласно данной работе этот регион включает в себя пять округов штата Уттар-Прадеш (Банда, Хамирпур, Джалаун, Джханси, Лалитпур) и шесть — Мадхья-Прадеш (Датия, Тикамгарх, Панна, Чхатарпур, Сагар, Дамох).

## История

### Древность
«Ригведа» упоминает о существовании на данной территории арийского  царства Чеди, созданного одноименной группой народов, проживавших к югу от реки Ямуна. Столицей Чеди был город Суктимати. Чеди также упоминается как место 13-летнего изгнания Пандавов в «Махабхарате». Некоторые чеди упомянуты в этом эпосе по имени как участники битвы на Курукшетре.

### Средневековье
К 1000 году на этой территории возникло государство Чанделла, одного из раджпутских кланов. Оно охватывало Восточный Доаб, Варанаси, часть Западной Бенгалии. Некоторое время столицей Чанделлов был знаменитый Кхаджурахо. Но в 1182 году Чанделла были свергнуты Притвираджем, правителем Дели и Аджмера.
В XIV веке эту территорию стали заселять раджпуты из клана Бундела, родственного Чанделла. Для контроля за пересеченной местностью (здесь находится горный массив Виндхья) раджпутам приходилось строить и укреплять крепости. Вместе с тем, сложный рельеф местности помогал им на протяжении столетий оказывать сопротивление мусульманам-завоевателям.
В 1203 году тюркский военачальник Кутб ад-Дин Айбак, посланный правителем Гура Мухаммед-шахом, захватил раджпутскую крепость Калинджар, а через три года — основал независимый от Гура Делийский султанат. Противостояние между раджпутами и Делийским султанатом длилось на протяжении всего периода существования этого государства: последний из делийских султанов, Шер-шах, погиб при осаде крепости Калинджар в Бунделкханде в 1545 году.

### Новое время
Первым правителем, который преуспел в умиротворении раджпутов, стал Акбар Великий, третий падишах из династии Великих Моголов. В 1565 году он завоевал Калинджар.
Жители региона были недовольны введением «джизьи» — подушного налога для немусульман. В начале правления Шах-Джахана в Бунделкханде произошло восстание (1628—1635), подавлением которого руководил один из его сыновей — Аурангзеб.
В 1671 году 22-летний махараджа Чхатрасал Бундела стал лидером антимогольского движения в регионе: он отвоевал часть Бунделкханда у моголов и сделал столицей своих владений Панну. Последовавший за этим карательный поход могольского императора Аурангзеба в 1684 году не смог полностью уничтожить сопротивление в регионе, так как вскоре большую часть войск пришлось направить на борьбу с Шиваджи и созданным им государством маратхов в Деккане. В 1730 году объединенные силы раджпутов и маратхов окончательно изгнали моголов из Бунделкханда. В обмен на помощь маратхов в решающей битве с моголами по завещанию Чхатрасала треть его владений была передана после смерти в 1732 году Баджи-рао I — пешве Маратха.
В XVIII веке раджпуты вели неудачные военные действия против маратхов и сикхов, в результате которых маратхам удалось подчинить себе весь раздираемый усобицами Бунделкханд.
В 1802 году маратхи уступили часть Бунделкханда британцам. Для управления этими землями было создано агентство Бунделкханда. Остальные княжества признали британское владычество в 1817 году. Маркиз Дальхузи активно смещал мелких князьков Бунделкханда и оккупировал их владения. По этой причине Бунделкханд стал одним из очагов восстания сипаев. Лидером сопротивления англичанам здесь стала княгиня маратхского княжества Джханси Лакшми-баи.

### Современность
Местные политики уже несколько десятилетий требуют выделения в составе Индии отдельного штата Бунделкханд со столицей в Джханси.

## Экономика
Бунделкханд богат природными ресурсами: лесными (палисандр, тик, сандаловое дерево и др.), водными (реки Ямуна, Чамбал, Инд и др.), минеральными (гранит, мрамор, уран, алмазы, золото, уголь, асбест и др.). Кроме того, регион имеет большой туристический потенциал, так как здесь находятся Кхаджурахо, Калинджар, Махоба, Джханси и другие города с интересной историей, а также много мест для паломничества.
Несмотря на это Бунделкханд считается одним из беднейших и малоразвитых регионов Индии. Здесь преобладает экстенсивное земледелие, на которое большое влияние оказывают частые засухи и муссоны. Среди местных крестьян и фермеров нередки случаи самоубийств в периоды неурожаев из-за невозможности выплатить сельскохозяйственные кредиты банкам или роста напряженности в семье: в 2009 году были зарегистрированы 568 случаев суицида среди фермеров, в 2010-м — 583.

## Интересные факты
Согласно роману «Таинственный остров», один из правителей Бунделкханда по имени Даккар после поражения восстания сипаев заточил себя в подводной лодке.
|             |  |                          |  |                                          |
| Храм Лакшми |  | Княжеский дворец в Орчхе |  | Мавзолеи правителей Бунделкханда в Орчхе |